# ستيفان جوفيتش
ستيفان جوفيتش (بالصربية: Стефан Јовић) مواليد 3 نوفمبر 1990 في نيش، جمهورية صربيا الاشتراكية، هو لاعب كرة سلة صربي. بدأ مسيرته الاحترافية في سنة 2010. يحمل الرقم 24. مثّل منتخب بلاده. شارك في دورة الألعاب الأولمبية الصيفية سنة 2016. لعب مع نادي رادنيتشكي كراغوييفاتس لكرة السلة ونادي ريد ستار لكرة السلة.

## سجل المنافسة
شارك في المنافسات التالية:
- كأس العالم لكرة السلة 2014
- الألعاب الأولمبية الصيفية 2016

## الميداليات
| الميدالية | المسابقة                         |
| --------- | -------------------------------- |
| فضية      | الألعاب الأولمبية الصيفية 2016   |
| فضية      | بطولة كأس العالم لكرة السلة 2014 |
| برونزية   | الألعاب الجامعية الصيفية 2013    |
| فضية      | ألعاب البحر الأبيض المتوسط 2013  |

## إحصائيات المسيرة

### الدوري الأوروبي
| السنة   | الفريق                   | لعب | بدأ | دقيقة | ميداني% | ثلاثية | حرة  | ارتداد | صنع | استلاب | تصدي | نقطة | أداء |
| ------- | ------------------------ | --- | --- | ----- | ------- | ------ | ---- | ------ | --- | ------ | ---- | ---- | ---- |
| 2014–15 | نادي ريد ستار لكرة السلة | 19  | 1   | 13.6  | .361    | .261   | .625 | 2.1    | 2.8 | 1.0    | .1   | 2.9  | 4.8  |
| 2015–16 | نادي ريد ستار لكرة السلة | 27  | 22  | 23.2  | .408    | .356   | .788 | 3.0    | 5.7 | 1.2    | .1   | 7.0  | 9.7  |
| 2016–17 | نادي ريد ستار لكرة السلة | 23  | 23  | 23.9  | .426    | .291   | .613 | 2.1    | 5.6 | 1.3    | .0   | 7.5  | 9.3  |
| المسيرة | المسيرة                  | 69  | 46  | 20.9  | .408    | .314   | .694 | 2.5    | 4.9 | 1.2    | .0   | 6.0  | 8.2  |

## روابط خارجية
- ستيفان جوفيتش على موقع الدوري الأوروبي لكرة السلة (الإنجليزية)
- ستيفان جوفيتش على موقع كرة السلة الأوروبية.كوم (الإنجليزية)
- ستيفان جوفيتش على موقع ريلجم (الإنجليزية)
- ستيفان جوفيتش على موقع بروبوليرز (الإنجليزية)
- ستيفان جوفيتش على موقع سبورتس رفرنس (الإنجليزية)
- ستيفان جوفيتش على موقع اللجنة الأولمبية الدولية (الإنجليزية)
- ستيفان جوفيتش على موقع أوليمبيديا (الإنجليزية)
- ستيفان جوفيتش على موقع اللجنة الأولمبية الصربية (الصربية)